# 胡琴
胡琴一詞有二義：
1. 唐宋時期，對於由北方及西北少數民族所傳來樂器的泛稱，不像後來僅限指拉弦樂器，如二胡等亦包括在內，后期胡琴不但出现在北方，在南方的四川、广东、广西、湖南的戏剧中也有出现。
2. 現今泛指中國民族樂器中，以弓弦磨擦琴絃，使之振動以發出聲音的拉弦樂器。包括傳統的二胡（又稱南胡）、板胡、京胡、粵胡、四胡、墜胡、椰胡等，以及近現代配合民族樂團的出現所改良發展出的高胡、中胡、革胡等。